# OGC Nice
OGC Nice er en fransk fodboldklub fra Nice, der spiller i Ligue 1. De spiller deres hjemmekampe på Allianz Riviera med plads til 35.624.
Klubbens havde sin storhedstid i 1950'erne.

## Historie
Klubben blev grundlagt i 1904 og vandt sit første mesterskab i 1951. Det sidste blev vundet i 1959, hvorefter det blev til en række dårlige resultater og til sidst nedrykning.
Efter nogle dårlige år, rykkede klubben i 2002 igen op i Ligue 1, hvor den har ligget siden.
Spanieren Joaquin Valle er klubbens all-time topscorer og klubbens bedste spiller gennem tiderne.
I august 2019 overtog INEOS og Jim Ratcliffe ejerskabet af den franske fodboldklub.

## Titler
Ligue 1:
- Guld (4): 1951, 1952, 1956, 1959

Ligue 2:
- Guld (4): 1948, 1965, 1970, 1994

Coupe de France
- Guld (3): 1952, 1954, 1997

## Kendte spillere
- Mario Balotelli
- Hatem Ben Arfa
- Patrice Evra
- Just Fontaine
- Daniel Bravo
- José Cobos
- Didier Digard
- Olivier Echouafni
- Jacques Foix
- Roger Jouve
- Charly Loubet
- Alassane Pléa
- André Chorda
- Marcel Aubour
- Dominique Baratelli
- Christophe Jallet
- Dominique Colonna
- Loïc Rémy
- Patrick Vieira
- Hugo Lloris
- Amine Gouiri
- Cédric Kanté
- Jean Michaël Seri
- David Ospina
- Ricardo Domingos Barbosa Pereira
- Wesley Sneijder
- Ross Barkley

## Danske spillere
- Mads Bech Sørensen
- Kasper Dolberg[2]
- Riza Durmisi
- Kasper Schmeichel
- Jonas Døssing